# Phyllophilopsis gracilis
Phyllophilopsis gracilis là một loài ruồi trong họ Tachinidae.